# 罗什舒阿尔区
罗什舒阿尔区（法語：Arrondissement de Rochechouart）是法国新阿基坦大区上维埃纳省所辖的一个区。总面积795.4平方公里，总人口37743，人口密度47人/平方公里（2018年）。主要城镇为罗什舒阿尔。

## 辖区
罗什舒瓦尔区辖有30个市镇。